# Rờ Kơi
Rờ Kơi là một xã thuộc huyện Sa Thầy, tỉnh Kon Tum, Việt Nam.

## Địa lý
Xã Rờ Kơi nằm ở phía bắc huyện Sa Thầy, có vị trí địa lý:
- Phía đông giáp huyện Đăk Tô và xã Hơ Moong
- Phía tây giáp Campuchia
- Phía nam giáp các xã Mô Rai, Sa Sơn, Sa Nhơn
- Phía bắc giáp huyện Ngọc Hồi và huyện Đăk Tô.

Xã Rờ Kơi có diện tích 299,05 km², dân số năm 2023 là 6.031 người, mật độ dân số đạt 18 người/km².

## Hành chính
Xã Rờ Kơi được chia thành 6 thôn, làng: Khơk Klong, Gia Xiêng, Kram, Rờ Kơi, Đăk Đe, Đăk Tang.

## Lịch sử
Ngày 10 tháng 10 năm 1978, Hội đồng Chính phủ ban hành Quyết định 254-CP  về việc chuyển xã Rơ Kơi thuộc huyện Đăk Tô về huyện Sa Thầy mới thành lập quản lý.
Ngày 17 tháng 8 năm 1981, Hội đồng Bộ trưởng ban hành Quyết định 30-HĐBT về việc thành lập xã Sa Loong một phần diện tích và dân số của xã Rờ Kơi.
Ngày 12 tháng 8 năm 1991, Quốc lộ ban hành Nghị quyết. Theo đó, tỉnh Kon Tum được tái lập và xã Rờ Kơi thuộc huyện Sa Thầy, tỉnh Kon Tum.